# トルマン・オッペンハイマー・ヴォルコフ限界
トルマン・オッペンハイマー・ヴォルコフ限界（トルマン・オッペンハイマー・ヴォルコフげんかい、英語: Tolman–Oppenheimer–Volkoff limit）とは、中性子星が持ちうる質量の上限である。白色矮星におけるチャンドラセカール限界に相当する。現在、推定される範囲はおよそ1.5から3.0太陽質量である。

## 歴史
1939年、ロバート・オッペンハイマーとジョージ・ヴォルコフは、リチャード・C・トルマンの研究結果を用いて中性子星の質量限界を初めて計算した。この際、オッペンハイマーとヴォルコフは中性子星の中性子が冷たく、縮退したフェルミ気体から成ると仮定した。この仮定から得られた質量限界はおよそ0.7太陽質量であった。これは白色矮星におけるチャンドラセカール限界よりも小さい。後に中性子間に働く強い相互作用による斥力が考慮に入れられたことでより大きい値が得られ、現在ではおよそ1.5から3.0太陽質量とされている。この不確かさは超密度の物質を記述する状態方程式がよく知られていないことに起因する。

## 恒星進化
トルマン・オッペンハイマー・ヴォルコフ限界は、恒星進化の最終段階に関する研究において重要な役割を果たす。この限界よりも軽い中性子星では、星の重さは強い相互作用による短距離間での中性子-中性子相互作用の斥力と中性子縮退圧で支えられている。もし、中性子星がこの限界よりも重いときにはより密度の高い状態へ崩壊するだろう。それはブラックホールを形成するか構成物が変化して他の方法(例として、クォーク星であればクォーク縮退圧)によって支えられる。クォーク縮退などのより変わった形の仮説的な縮退物質の特徴は、中性子縮退と比べてさらにわずかなことしか知られておらず、この限界への反証が見られないことから、多くの宇宙物理学者は、この限界を超えた中性子星が直接ブラックホールになると推測している。
個々の星が崩壊してブラックホールが作られるためには、質量がトルマン・オッペンハイマー・ヴォルコフ限界を超えていなければならない。
観測的に、X線連星を構成するいくつかの重い天体は、大きな質量を持つこと、比較的暗いことおよびX線スペクトルから恒星ブラックホールだと考えられている。それらのブラックホールの候補天体は太陽質量のおよそ3から20倍の質量を持つと推定されている。